# SN 1967G
SN 1967G – supernowa odkryta 13 maja 1967 roku w galaktyce A160606+1820. W momencie odkrycia miała maksymalną jasność 19,00m.